# 1979-es magyar asztalitenisz-bajnokság
Az 1979-es magyar asztalitenisz-bajnokság a hatvankettedik magyar bajnokság volt. A bajnokságot február 2. és 4. között rendezték meg Miskolcon, a Városi Sportcsarnokban.

## Eredmények
| Versenyszám  | Arany                                            | Arany | Ezüst                                              | Ezüst | Bronz | Bronz |
| ------------ | ------------------------------------------------ | ----- | -------------------------------------------------- | ----- | --- | ----- |
| Férfi egyéni | Klampár Tibor Bp. Spartacus                      |       | Gergely Gábor BVSC                                 |       | Nozicska József BVSCTakács János BVSC                                                                                           |       |
| Női egyéni   | Oláh Zsuzsa Statisztika Petőfi SC                |       | Szabó Gabriella Statisztika Petőfi SC              |       | Csík Márta 31. sz. ÉpítőkMagos Judit Statisztika Petőfi SC                                                                      |       |
| Férfi páros  | Klampár Tibor, Jónyer István Bp. Spartacus       |       | Gergely Gábor, Frank Béla BVSC                     |       | Horváth Zoltán, Asztalos István Honvéd Kilián KFSE, Ganz-MÁVAG VSEMolnár János, Kriston Zsolt Honvéd Kilián KFSE, Bp. Spartacus |       |
| Női páros    | Balogh Ilona, Bolvári Ildikó Tolnai Vörös Lobogó |       | Magos Judit, Szabó Gabriella Statisztika Petőfi SC |       | Oláh Zsuzsa, Urbán Edit Statisztika Petőfi SC, BSEBogyó Katalin, Csík Márta Statisztika Petőfi SC, 31. sz. Építők               |       |
| Vegyes páros | Klampár Tibor, Urbán Edit Bp. Spartacus, BSE     |       | Frank Béla, Balogh Ilona BVSC, Tolnai Vörös Lobogó |       | Jónyer István, Szabó Gabriella Bp. Spartacus, Statisztika Petőfi SCGergely Gábor, Magos Judit BVSC, Statisztika Petőfi SC       |       |